# Escapães
Escapães is een plaats (freguesia) in de Portugese gemeente Santa Maria da Feira en telt 3 028 inwoners (2001).